# Barrington Pheloung
Barrington Somers Pheloung est un compositeur australien né le 10 mai 1954 à Sydney (Australie) et mort en Australie le 31 juillet 2019.

## Filmographie

### Acteur

#### Télévision
Séries télévisées
- 1992-2000 : Les enquêtes de Morse : maître de chœur
- 2006 : Super Sleuths : lui-même
- 2010 : The People's Detective : lui-même

Téléfilms
- 2007 : The Music of Morse : lui-même
- 2015 : The Sound of ITV: The Nation's Favourite Theme Tunes : lui-même parlant en 1993

### Compositeur

#### Cinéma
- 1987 : Friendship's Death
- 1990 : Portrait of a Marriage
- 1990 : Red Empire
- 1990 : Truly Madly Deeply
- 1991 : Stanley and the Women
- 1992 : China Rising: The Epic History of 20th Century China
- 1992 : Double Dragon
- 1992 : Firm Friends
- 1993 : Closing Numbers
- 1993 : The Legends of Treasure Island
- 1994 : Dandelion Dead
- 1994 : Nostradamus
- 1994 : Shopping
- 1994 : The Cinder Path
- 1995 : The Mangler
- 1995 : The Politician's Wife
- 1996 : Saint-Ex
- 1997 : Inside Out: Portraits of Children
- 1998 : Hilary et Jackie (Hilary and Jackie)
- 2000 : My Khmer Heart
- 2001 : Cold Fish
- 2002 : Touching Wild Horses
- 2005 : Shopgirl
- 2006 : Little Fugitive
- 2007 : And When Did You Last See Your Father? d'Anand Tucker
- 2008 : Incendiary
- 2016 : My Feral Heart

#### Courts-métrages
- 1989 : Sleep of Reason
- 1991 : Swimming Free
- 1999 : Growing Up Fast
- 2000 : Ghosthunter
- 2000 : The Silencing
- 2002 : Night's Noontime
- 2008 : Take Me with You
- 2011 : The Mapmaker

#### Télévision
Séries télévisées
- 1987-2000 : Inspecteur Morse
- 1989 : Saracen
- 1989-1990 : Screenplay
- 1991 : My Kingdom for a Horse
- 1992 : The Secret Agent
- 1992 : Goodbye Cruel World
- 1993 : Bookmark (en)
- 1993 : Power Plays
- 1993 : Screen One
- 1996 : Modern Times
- 1996-1998 : Inspecteurs associés
- 1998 : Mosley
- 2001 : Great Performances
- 2006 : American Masters
- 2006-2015 : Inspecteur Lewis
- 2012-2017 : Les enquêtes de Morse

Téléfilms
- 1991 : Brown Bear's Wedding
- 1992 : White Bear's Secret
- 1993 : Dancing Queen
- 1993 : Rik Mayall Presents... Micky Love
- 1993 : Tout commençait si bien...
- 1994 : Football Crazy
- 1995 : Blood and Peaches
- 1995 : The Big One
- 1996 : The One That Got Away
- 1996 : Trip Trap
- 1998 : Neville's Island
- 1998 : The Gift
- 2000 : Cor, Blimey!
- 2000 : Seeing Red
- 2004 : Strange World of Barry Who
- 2008 : The Truth About Cancer
- 2009 : The Red Riding Trilogy: 1983
- 2013 : Hello: A Portrait of Leslie Phillips

## Jeux vidéo
- 1996 : Les Chevaliers de Baphomet
- 1997 : Les Chevaliers de Baphomet : les Boucliers de Quetzalcoatl
- 2013/2014 : Les Chevaliers de Baphomet : La Malédiction du serpent